# Titularbistum Mattiana
Mattiana ist ein Titularbistum der römisch-katholischen Kirche.
Es geht zurück auf einen untergegangenen Bischofssitz in der gleichnamigen antiken Stadt, die in der römischen Provinz Africa proconsularis (heute nördliches Tunesien) lag. Der Bischofssitz war der Kirchenprovinz Karthago zugeordnet.
| Titularbischöfe von Mattiana |                              |                                         |                   |                    |
| Nr.                          | Name                         | Amt                                     | von               | bis                |
| 1                            | Franz-Josef Bode             | Weihbischof in Paderborn (Deutschland)  | 5. Juni 1991      | 12. September 1995 |
| 2                            | Djuro Gašparović             | Weihbischof in Đakovo-Osijek (Kroatien) | 5. Juli 1996      | 18. Juni 2008      |
| 3                            | Edmar Peron                  | Weihbischof in São Paulo (Brasilien)    | 30. Dezember 2009 | 25. November 2015  |
| 4                            | Carlos Alberto Salcedo Ojeda | Weihbischof in Huancayo (Peru)          | 30. Januar 2016   | 21. Mai 2021       |